# Elena
Elena je ženské křestní jméno, méně obvyklá varianta oblíbeného jména Helena nebo anglického Eleonora nebo ruského Jelena. Svátek má podle českého kalendáře 16. března. Je to jméno řeckého původu a znamená „světlo“, „pochodeň“ nebo také jako „nositelka světla". Může také znamenat „soulad, skvost" odvozené ze jména Eleonora.

## Domácké podoby
Elke, Elenka, Elen, Ela, Eleni, Eli, Elča

## Jméno Elena v cizích jazycích
- Slovensky: Elena
- Anglicky: Elena, Ellen
- Německy: Elena, Ellen
- Francouzsky: Elena
- Španělsky: Elena
- Italsky: Elena
- Nizozemsky: Elena
- Bulharsky: Elena
- Maďarsky: Elena
- Dánsky: Elena, Elene
- Švédsky: Elena
- Rusky: Elena
- Řecky: Elena, Eleni
- Norsky: Elena
- Srbsky: Elena
- Islandsky: Elena
- Finsky: Elena
- Bělorusky: Elena
- Ukrajinsky: Elena

## Osoby
- Elena Angelo Comneno di Epiro, královna Sicílie ve 13. století
- Elena Anaya, španělská herečka
- Elena Paparazzo, italská atletka
- Elena Paparizou, řecká zpěvačka a modelka
- Elena Černohorská, královna Itálie
- Elena Poniatowska (* 1932), mexická novinářka a spisovatelka
- Elena Baguci, rumunská top modelka
- Elen Černá, provdaná Valentová, česká moderátorka
- Ellen Barkin, americká herečka
- Ellen Degeneres, americká moderátorka
- Ellen Foley, americká rocková zpěvačka
- Ellen Greene, americká herečka a zpěvačka
- Ellen Page, americká herečka
- Ellen Pompeo, americká herečka
- Elena Hálková, česká herečka
- Elena Baltachová, britská profesionální tenistka
- Elena Kaliská, slovenská vodní slalomářka a kajakářka
- Elena Văcărescu, rumunsko-francouzská spisovatelka
- Elena Băsescuová, rumunská politička
- Elena Kaganová, americká právnička a soudkyně Nejvyššího soudu Spojených států amerických
- Elena Litvajová, slovenská a československá politička
- Elena Gheorghe, rumunská popová zpěvačka
- Elena Vacvalová, slovenská moderátorka
- Elena Maróthy-Šoltésová, slovenská spisovatelka, redaktorka a publicistka
- Elena Lacková, slovenská spisovatelka a dramatička
- Elena Čepčeková, slovenská prozaička, poetka a dramatička

## Fiktivní nositelky jména
- Elena Krügerová – fiktivní postava ze seriálu Kobra 11
- Ellen Petersonová – fiktivní postava z díla Karla Maye
- Elena Gilbertová – fiktivní postava z knihy a seriálu Upíří deníky
- princezna Elenka – fiktivní postava z pohádky Princ a Večernice
- Elena Robinson – fiktivní postava z knížky Padesát odstínů šedi
- Elena z Avaloru - fiktivní postava z animovaného seriálu Elena z Avaloru
- princezna Ellena - fiktivní postava z pohádky Princezna zakletá v čase